# Melissa Franklin (Physikerin)

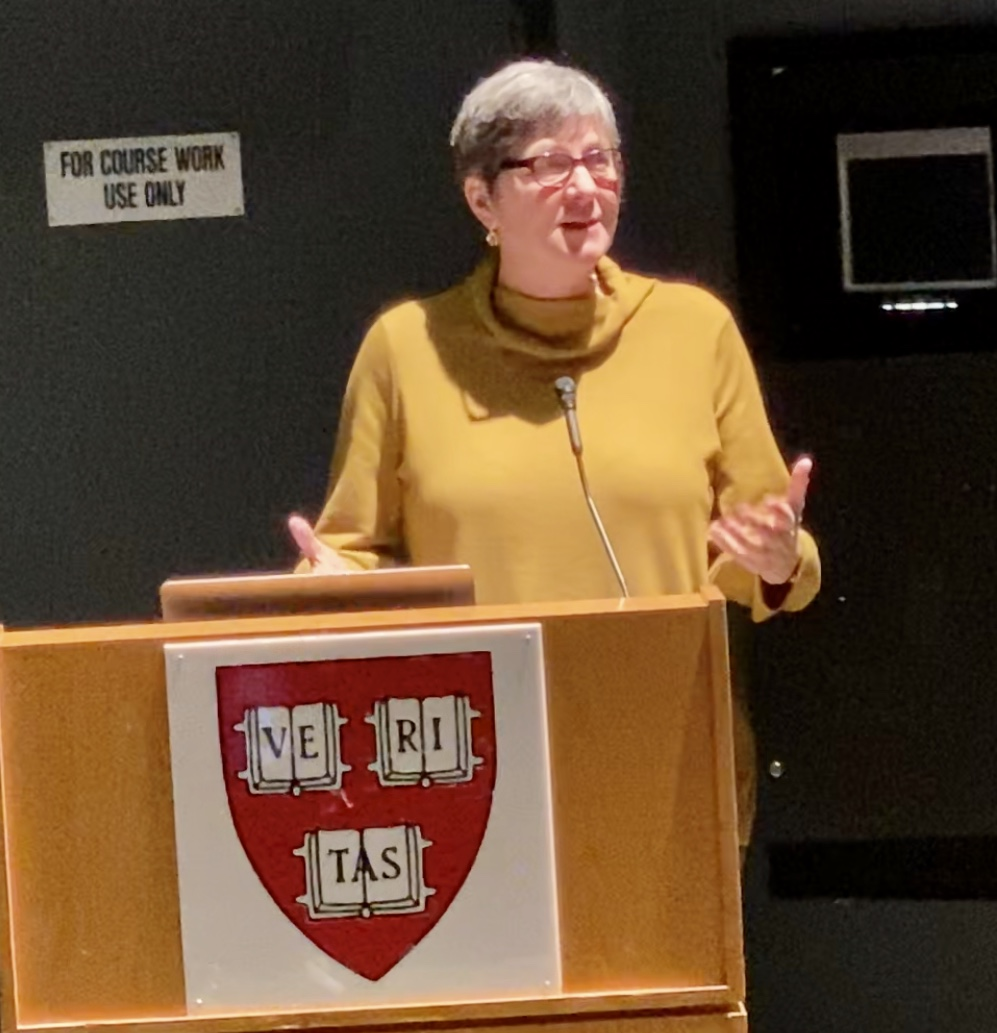
Melissa Franklin, 2020

Melissa Eve Bronwen Franklin (* 30. September 1956 in Edmonton) ist eine kanadisch-US-amerikanische experimentelle Teilchenphysikerin.
Franklin wuchs in Vancouver und Toronto auf als Tochter eines Journalisten und einer Fernsehproduzentin und Literaturagentin. Sie besuchte die SEED Alternative School in Toronto (ein 1968 begonnenes Schulexperiment, in dem sich die Studenten zunächst für Sommer-Projekte eigene Lehrer suchten, was später zu einer High School wurde, die von den Studenten selbst geleitet wurde) und studierte Physik an der University of Toronto mit dem Master-Abschluss 1977 und wurde 1982 an der Stanford University bei Gary Feldman promoviert (Selected studies of charmonium decay), wobei sie die Dissertation am SLAC anfertigte. Zu ihren dortigen Lehrern gehörte auch Martin Perl. Als Post-Doktorandin war sie am Lawrence Berkeley National Laboratory. 1986 wurde sie Assistant an der University of Illinois at Urbana-Champaign und arbeitete am Fermilab. Ab 1989 war sie Assistant Professor, ab 1991 John L. Loeb Associate Professor und ab 1992 Professor  an der Harvard University (als erste Physik-Professorin der Universität mit tenure ab 1992), wo sie zuvor ab 1987 Junior Fellow der Society of Fellows war. Sie ist seit 2004 Mallinckrodt Professor für Physik. 1995 gehörte sie zu dem Team, das die Existenz des Top-Quark am Fermilab nachwies. Sie ist seit 1983 Mitglied der CDF-Kollaboration des Fermilab und seit 2008 Mitglied der  ATLAS-Kollaboration des CERN, an dem sie schon 1977 am ISR war.
Sie ist Fellow der American Physical Society. 1997 wurde sie Ehrendoktorin der Queen’s University in Kingston. 1988 war sie Sloan Research Fellow. 2002 gehörte sie zu den Top 50 Women Scientists des Discover Magazine.